# Djououri-Aguilli
Djououri-Aguilli (oder Djouori-Agnili) ist ein Departement in der Provinz Haut-Ogooué in Gabun und liegt im Osten des Landes. Das Departement hatte 2013 etwa 4200 Einwohner.

## Gliederung
- Bongoville